# Sicknotes
Sicknotes, parfois stylisé SickNotes, également connu sous le nom de Witt and Pep, est un duo de producteurs de hip-hop américain, originaire de Détroit. Ils sont principalement connu pour avoir produit des titres pour notamment le groupe D12, et les rappeurs Proof et Bizarre. Le groupe se sépare en 2008, Moore souhaitant poursuivre une carrière en solo.

## Biographie
Durant leur carrière, ils parviennent à booster la popularité de Rashad Morgan, qui signe par la suite un contrat avec le label Grand Hustle Records du rappeur T.I., et celle de Robert « Magnum » Curry, membre du groupe Day 26 de P. Diddy. Les Sicknotes participent au single à succès How Come des D12, publié en 2004.
En 2008, Moore décide de se séparer de Johnson afin de poursuivre une carrière en solo. Il cite également des divergences de business. Peu après, il fonde sa propre équipe de production De Notes, auquel il est le leader, aux côtés de son batteur et producteur Herb Alexander, son guitariste et claviériste Darrel Campbell, le musicien Amp Fiddler, et la chanteuse Mae Day. Il explique également avoir fondé un groupe de RnB composé à cette période entre 16 et 18 ans, qu'il compare au « prochain Destiny’s Child ». En 2009, Moore participe à la mixtape Cherish the Day de Mae Day. Après la mixtape, Moore passe son temps en studio d'enregistrement « moi et mon équipe de production nous sommes quelque part piégé, essayant de travailler sur différents sons [...] »

## Discographie

### EPs et LPs
- 2002 : Serious (Promatif feat Swifty & Eminem)
- 2002 : Promatic (Proof de D12 & Dogmatic)

### Singles
- 2004 : How Come (D12, D12 World)
- 2004 : Ja In a Bra (Proof, I Miss the Hip Hop Shop)
- 2005 : Forgive Me (Proof & 50 cent, Searching for Jerry Garcia)
- 2005 : Ghetto Music (Bizarre feat Stic-Man, Swifty & King Gordy)
- 2006 : Cry Now (Obie Trice, Second Rounds On Me)
- 2006 : Whatever You Want (D12, The Re-Up)
- 2006 : Cry Now Remix (Obie Trice feat. Kuniva, Stat Quo, Cashis, Booby Creekwater, The Re-Up)